# رود ریبنکا
رود ریبنکا (انگلیسی: Rybenka) یک رودخانه در استان مسکو کشور روسیه است..